# Христов венец
Вижте пояснителната страница за други значения на Трънен венец.
Христов венец или Исусов венец, Трънен венец (Euphorbia milii) е храст, многогодишно растение, от семейство Млечкови
Наречено е на барон Мили, губернатор на остров Реюнион, донесъл вида растение във Франция през 1821 г.
Съществува версия, че видът е бил пренесен в Близкия изток в древни времена и е послужил за Трънения венец на Иисус.

## Разпространение
Ендемит Мадагаскар.

## Морфология
Храстът е обилно разклонен, израства на височина до 1,8 m. Стъблото му е сивкаво на цвят, оребрено. На върховете на филизите се раждат елиптични нежно-зелени листа с дължина 3,5 cm и широчина 1,5 cm.
Прицветните листчета са с най-ярката окраска от всички млечкови (алена, оранжева или жълта), кръгли, с широчина до 12 мм. Съцветията са от 2-4 групи цветчета 

## Практическо приложение
Труднопроходимите израстъци на растението се използват в тропиците за създаването на живи огради и с декоративни цели.
Използва се и като стайно растение. В домашни условия рядко дава семена, затова за размножаване се използват филизи.

## Подвидове
Съществува множество подвидове на това растение и някои от тях са описани от отделни автори като отделни видове:
- Euphorbia milii var. bevilaniensis  (Croizat) Ursch & Leandri 1955
- Euphorbia milii var. hislopii  (N.E.Br.) Ursch & Leandri 1955 (syn. E. hislopii)
- Euphorbia milii var. imperatae  (Leandri) Ursch & Leandri 1955
- Euphorbia milii var. longifolia  Rauh 1967
- Euphorbia milii var. milii
- Euphorbia milii var. roseana  Marn.-Lap. 1962
- Euphorbia milii var. splendens  (Bojer ex Hook.) Ursch & Leandri 1955
- Euphorbia milii var. tananarivae  (Leandri) Ursch & Leandri 1955
- Euphorbia milii var. tenuispina  Rauh & Razaf. 1991
- Euphorbia milii var. tulearensis  Ursch & Leandri 1955
- Euphorbia milii var. vulcanii  (Leandri) Ursch & Leandri 1955

## Галерия
- Euphorbia milii var. splendens
- Euphorbia milii var. vulcanii
- Euphorbia milii
- В Хайдерабад, Индия